# Bockabosjön
Bockabosjön är i huvudsak en våtmark med några mindre vattenspeglar, tidigare sjö i Karlskrona kommun i Blekinge och ingår i Lyckebyåns huvudavrinningsområde.